# Dendrelaphis underwoodi
Dendrelaphis underwoodi là một loài rắn trong họ Rắn nước. Loài này được Van Rooijen & Vogel mô tả khoa học đầu tiên năm 2008.